# Букшенешть
Букшенешть, Букшенешті (рум. Bucșenești) — село у повіті Арджеш в Румунії. Входить до складу комуни Корбень.
Село розташоване на відстані 148 км на північний захід від Бухареста, 51 км на північ від Пітешть, 127 км на північний схід від Крайови, 84 км на південний захід від Брашова.

## Населення
За даними перепису населення 2002 року у селі проживали 940 осіб, з них 939 осіб (99,9%) румунів. Усі жителі села рідною мовою назвали румунську.